# ديفيد تومسون (كرة سلة)
ديفيد تومسون (بالإنجليزية: David Thompson) مواليد 13 يوليو 1954 في شيلبي، هو لاعب كرة سلة أمريكي سابق بدأ مسيرته الاحترافية في سنة 1975. يبلغ طوله 6 قدم 4 بوصة (1.9 م). اعتزل اللعب في 1984.

## فرق لعب لها
- دنفر ناغتس

## روابط خارجية
- ديفيد تومسون على موقع إن بي أي (الإنجليزية)
- ديفيد تومسون على موقع سبورتس رفرنس (الإنجليزية)
- ديفيد تومسون على موقع كلية كرة السلة في سبورتس رفرنس.كوم (الإنجليزية)
- ديفيد تومسون على موقع ريلجم (الإنجليزية)
- ديفيد تومسون على موقع بروبوليرز (الإنجليزية)
- ديفيد تومسون على موقع قاعة المشاهير الجامعة الوطنية لكرة السلة (الإنجليزية)
- ديفيد تومسون على موقع قاعة كارولاينا الشمالية للمشاهير الرياضية (الإنجليزية)